# Microdecemplex
Microdecemplex – wymarły rodzaj dwuparców z podgromady Arthropleuridea. Obejmuje tylko gatunek Microdecemplex rolfei i jest jedynym znanym przedstawicielem rodziny Microdecemplicidae i rzędu Microdecemplicida.

## Taksonomia
Gatunek, rodzaj, rodzina i rząd opisane zostały w 2000 roku przez Heather Wilson i Williama Sheara na podstawie około 70 skamieniałych osobników znalezionych w formacji Panther Mountain w amerykańskim stanie Nowy Jork. Skamieniałości te pochodzą z dewonu i datowane są na środkowy żywet oraz wczesny fran. Holotypem jest kompletny okaz. Epitet gatunkowy nadano na cześć Iana Rolfe, który jako pierwszy przyporządkował skamieniałości do Arthropleuridea.
Pozycja tego taksonu w obrębie dwuparców nie jest pewna. Wilson i Shear włączyli go do Arthropleuridea i całą tę podgromadę stawiają w pozycji siostrzanej dla Chilognatha, podczas gdy Kraus i Brauckmann w pracy z 2003 tylko Microdecemplicida uznają za siostrzane dla Chilognatha, a pozostałe Arthropleuridea włączają do podgromady Penicillata.

## Opis
Wij ten osiągał poniżej 5 mm długości i jest najmniejszym znanym przedstawicielem Arthropleuridea. Głowę miał w widoku od góry prawie półokrągłą w obrysie, wyposażoną w duże narządy pozaczułkowe. Warga górna miała pośrodku wcięcie z trzema ząbkami. Jako spód jamy przedgębowej zachowała się duża trójkątna płytka z wcięciem pośrodku przedniej krawędzi – przypuszczalnie stanowiła ona sternit szczękowego segmentu głowy. Na dnie jamy przedgębowej biegły dwie płachty oskórka, z których każda miała rządek szczecin i dalej rządek papilli. Żuwaczki były zakończone piłkowanymi płatami szczękowymi, wyposażonymi w H-kształtne apodemy. Tentorium było położone tuż za apodemami płatów szczękowych i brało początek na bocznych krawędziach głowy. Na głowie występowała również jeszcze jedna para przydatków o niejasnym podobieństwie do czułków oraz rozkloszowane boczne wyrostki, wchodzące w wycięcia na collum.
Tułów złożony był z 10 segmentów. Na tylnych krawędziach tergitów występowały oszczecinione kieszonki. Pierwszy segment tułowia stanowiło beznogie collum o zatokowato wykrojonych rozszerzeniach bocznych. Kolejne segmenty miały po dwie pary odnóży. Ich tergity były w obrysie prawie prostokątne z szeroko zaokrąglonymi kątami i miały paranota nie oddzielone szwami od części osiowych. Sternity były prawie trapezowate z szeroko zaokrąglonymi bokami i nachodziły na sternity następne oraz na biodra. Odnóże kroczne złożone było z biodra, krętarza, przedudzia, uda, postfemur, goleni i zlanej z pazurkiem stopy. U nasady odnóży brak było płytek rozetkowatych i płytek typu K, charakterystycznych dla pozostałych Arthropleuridea. Ostatni segment tułowia miał postać stożka analnego.